# Rattenkirchen
Rattenkirchen là một đô thị thuộc huyện Mühldorf bang Bayern nước Đức